# الخاندرو الفارو
الخاندرو الفارو (انگلیسی: Alejandro Alfaro؛ زادهٔ ۲۳ نوامبر ۱۹۸۶) بازیکن فوتبال اهل اسپانیا است.
از باشگاه‌هایی که در آن بازی کرده‌است می‌توان به باشگاه ورزشی رئال مایورکا، باشگاه فوتبال رئال وایادولید، باشگاه ورزشی تنریف، و باشگاه فوتبال سویا اشاره کرد.
وی همچنین در تیم ملی فوتبال زیر ۲۱ سال اسپانیا بازی کرده‌است.